# SH2B2
SH2B2 (англ. SH2B adaptor protein 2) — адаптерный белок, кодируется геном человека SH2B2.

## Функция
Белок SH2B2 является адаптерным белком нескольких членов семейства тирозинкиназных рецепторов. Вовлечён во множество путей передачи сигнала. Содержит SH2 и PH домены, ответственные за связывание с другими белками. Вовлечён в обеспечение передачи сигнала от иммунорецептора к сигнальному пути Ras. Вместе с CBL действует как отрицательный регулятор передачи сигнала от цитокинов.
Связывается с протеинкиназным рецептором TrkA и убиквитинлигазой CBL.

## Тканевая специфичность
SH2B2 экспрессируется в селезёнке, предстательной железе, матке, тонком кишечнике и скелетных мышцах. Среди гематопоэтических клеток обнаружен только в B-лимфоцитах.